# Wallerstein
Wallerstein (Rieserisch: Wallerstoi) ist ein Markt im schwäbischen Landkreis Donau-Ries. Er ist Sitz der Verwaltungsgemeinschaft Wallerstein.

## Geografie
Die Gemeinde liegt in der Region Augsburg nahe Nördlingen im durch einen Meteoriteneinschlag geformten Ries. Der 65 m hohe Wallersteiner Burgfelsen ist der zentrale Punkt im Ort.
Es gibt sechs Gemeindeteile (in Klammern ist der Siedlungstyp angegeben):
- Birkhausen (Pfarrdorf)
- Ehringen (Kirchdorf)
- Fasanerie (Einöde)
- Fischmühle (Einöde)
- Munzingen (Pfarrdorf)
- Wallerstein (Hauptort)

Es gibt die Gemarkungen Birkhausen, Ehringen, Munzingen und Wallerstein.

## Geschichte

### Bis zur Gemeindegründung
Als Steinheim wurde der Ort urkundlich erstmals 1238 erwähnt. Er und die nahegelegene Burg Wallerstein waren Bestandteil der staufischen Hausmacht. Um 1250 ging der Besitz der Burg und des Ortes an das Haus Oettingen (fränkisch-schwäbisches Adelsgeschlecht) über. Im 15. Jahrhundert baute das Adelsgeschlecht den Ort zu ihrer Residenz aus und nannte ihn in Wallerstein um. 1500 erfolgte die Verleihung des Marktrechts durch Kaiser Maximilian I. Ab dem gleichen Jahr lag der Ort auch im Schwäbischen Reichskreis.
1648 wurde die Burg durch die Schweden zerstört und die Herrscherfamilie errichtete unterhalb des Wohntrakts eine neue Residenz, die ihre heutige klassizistische Gestalt 1804 erhielt. Mit der Rheinbundakte 1806 kam der Ort zum Königreich Bayern. Im Zuge der Verwaltungsreformen in Bayern entstand mit dem Gemeindeedikt von 1818 die heutige Gemeinde.

### Eingemeindungen
Im Zuge der Gebietsreform in Bayern wurden am 1. Januar 1972 die Gemeinden Ehringen und Munzingen und am 1. Juli 1972 die Gemeinde Birkhausen eingegliedert.

### Einwohnerentwicklung

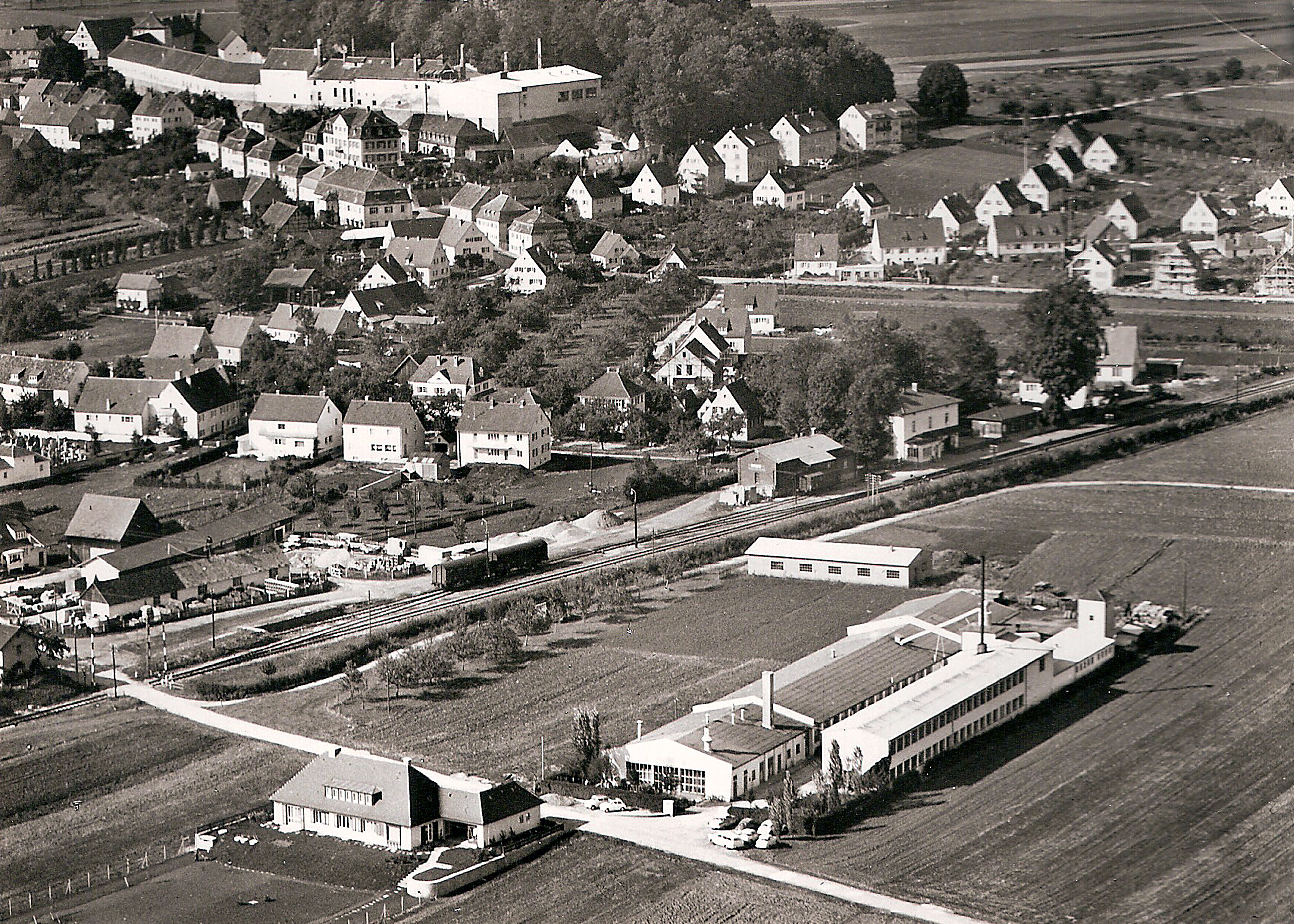
Wallerstein um 1961

Zwischen 1988 und 2018 wuchs der Markt von 3015 auf 3327 um 312 Einwohner bzw. um 10,4 %.
| Jahr      | 1961 | 1970 | 1987 | 1995 | 2000 | 2005 | 2010 | 2015 | 2020 |
| Einwohner | 2856 | 2935 | 2943 | 3286 | 3310 | 3464 | 3396 | 3379 | 3389 |

Die Angaben beziehen sich auf das Gebiet der heutigen Gemeinde.

## Politik

### Gemeinderat
In der Amtszeit von Mai 2020 bis April 2026 setzt sich der Gemeinderat aufgrund des Ergebnisses der Kommunalwahl am 15. März 2020 folgendermaßen zusammen (mit Vergleich zur Kommunalwahl am 16. März 2014):
| Partei/Liste                  | 2020   | 2020          |        | 2014          | 2014 |
| Partei/Liste                  | Sitze  | Stimmenanteil | Sitze  | Stimmenanteil |      |
| CSU                           | 3      | 16,4 %        | 4      | 22,1 %        |      |
| SPD                           | 2      | 11,8 %        | 2      | 12,4 %        |      |
| Parteifreie Wählergruppe      | 4      | 24,7 %        | 3      | 18,8 %        |      |
| Wählergemeinschaft Birkhausen | 3      | 18,5 %        | 3      | 18,3 %        |      |
| Wählergemeinschaft Munzingen  | 2      | 15,1 %        | 2      | 15,0 %        |      |
| Wählergemeinschaft Ehringen   | 2      | 13,5 %        | 2      | 13,4 %        |      |
| Wahlbeteiligung               | 64,4 % | 64,4 %        | 62,3 % | 62,3 %        |      |

### Bürgermeister
Berufsmäßiger Erster Bürgermeister ist Georg Stoller (Parteifreie Wählergruppe Wallerstein). Er wurde am 18. Juni 2023 bei einer Wahlbeteiligung von 59,6 Prozent mit einem Stimmenanteil von 87,6 Prozent gewählt und ist seit 22. Juni 2023 im Amt. Die Wahl wurde durch den Tod seines Vorgängers Joseph Mayer (Parteifreie Wählergruppe) erforderlich. Dieser wurde im Jahr 2002 als Nachfolger von Manfred Schürer (CSU/PWG) gewählt und 2008, 2014 und 2020 wieder gewählt, zuletzt mit 90,6 % der Stimmen.

### Wappen
| Gemeindewappen \| \| Blasonierung: „Geteilt; oben in Rot ein gestürzter, unten in Gold ein aufrechter silberner Sparren, die mit den Spitzen an der Teilungslinie zusammenstoßen.“[7] \| \| \| \| | - Wappen der Gemeindeteile - Birkhausen - Ehringen - Munzingen                                                                                                |
| Wappen von Wallerstein | Blasonierung: „Geteilt; oben in Rot ein gestürzter, unten in Gold ein aufrechter silberner Sparren, die mit den Spitzen an der Teilungslinie zusammenstoßen.“ |
| Wappen von Wallerstein | |

### Gemeindepartnerschaft
Die Partnergemeinde Wallersteins ist Couches in der französischen Region Bourgogne-Franche-Comté.

## Kultur

### Sehenswürdigkeiten
- Altes Schloss Wallerstein
- Neues Schloss Wallerstein

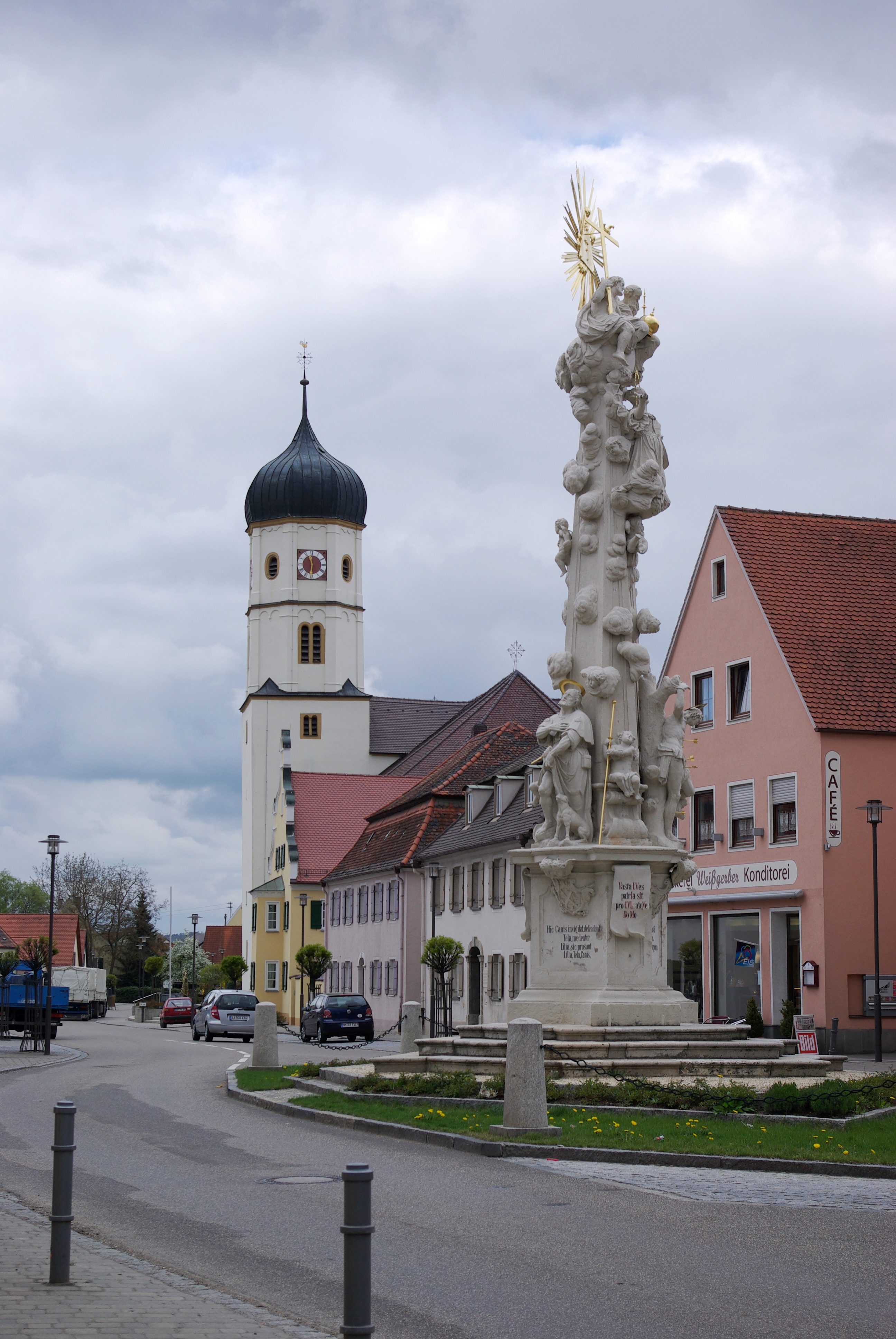
Hauptstraße mit Pestsäule und Pfarrkirche; links der heilige Rochus, rechts der heilige Sebastian

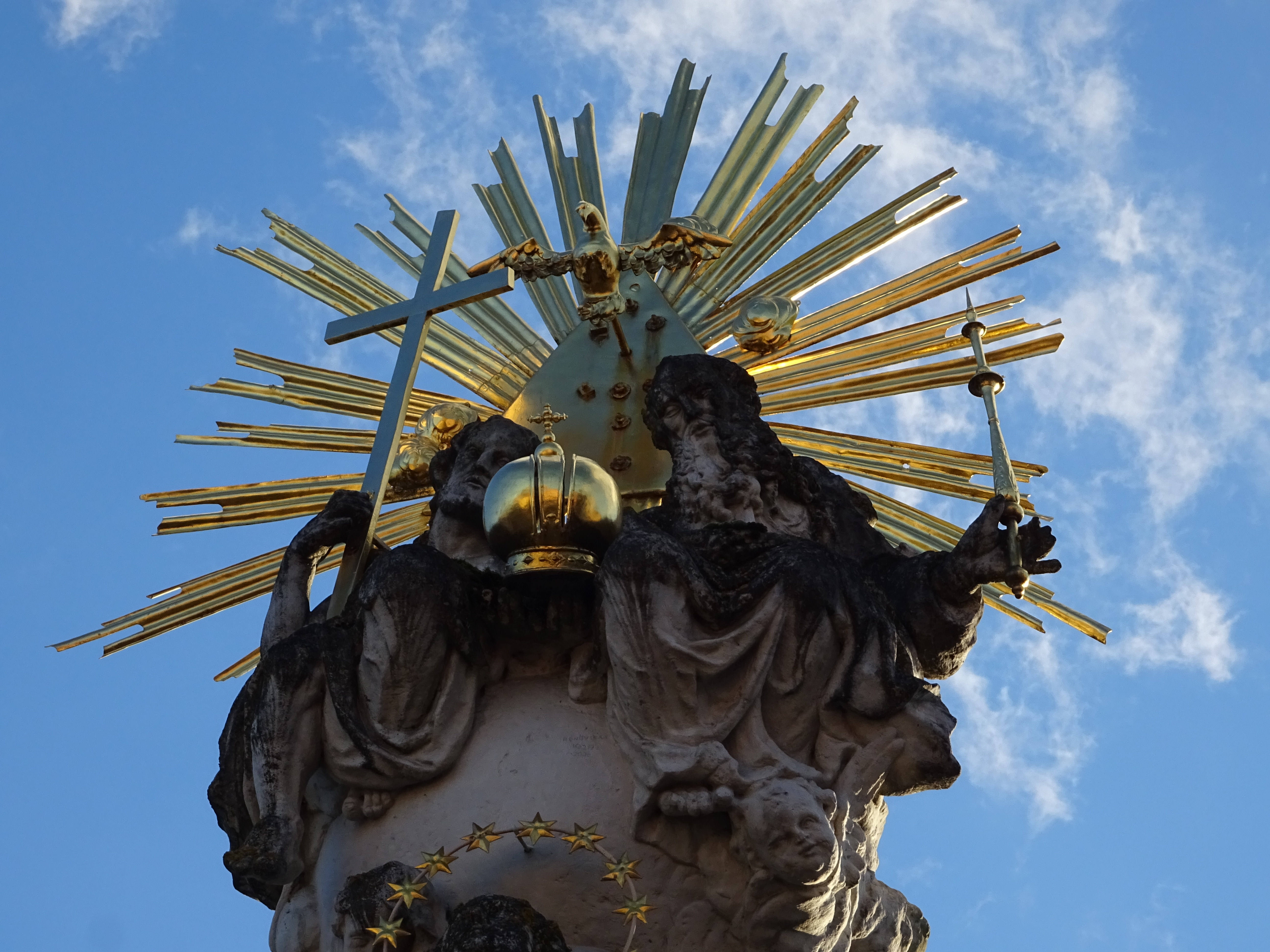
Dreifaltigkeit auf der Säule

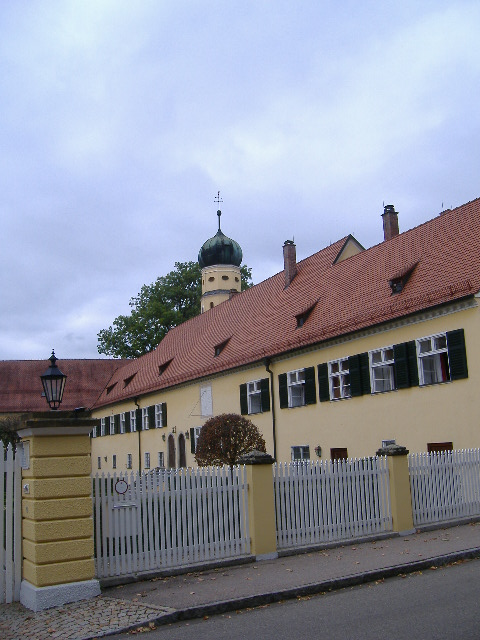
Ostflügel des Schlosses mit Schlosskirche im Hintergrund

- Pestsäule oder Dreifaltigkeitssäule, das Wahrzeichen Wallersteins in der Ortsmitte.
Graf Anton Karl von Oettingen-Wallerstein ließ 1722–1725 die Wallersteiner Pestsäule durch den Bildhauer Johann Georg Bschorer aus Oberndorf am Lech nach dem Vorbild böhmischer Pestsäulen und der Wiener Pestsäule am Graben errichten. Der reiche Figurenschmuck der Säule zeigt zu Füßen der Dreifaltigkeit Maria sowie die Heiligen Rochus, Sebastian und Antonius von Padua. Eine lateinische Inschrift (Hic Canis …) bedeutet: „Hier wacht der Hund, verteidigen die Pfeile, [und] heilen die Lilien; so helfen Lilien, Pfeile, [und] der Hund.“ Das Chronogramm bedeutet „Die wüste Seuche sei fern von Heimat und Haus“ und ergibt die Jahreszahl 1722.
- Wallersteiner Felsen, ehemaliger Burgfelsen. 65 Meter hohe Erhebung und öffentlich zugänglicher Aussichtspunkt zentral in Wallerstein.
- Der jüdische Friedhof in Richtung Nördlingen erinnert an ehemaliges Vorhandensein jüdischen Lebens im Ort. Auf dem Friedhof befindet sich das Grab eines erschossenen KZ-Häftlings, vermutlich aus einem Todesmarsch vom Frühjahr 1945.[8]

### Kirchen
- Katholische Kirche St. Alban Wallerstein
- Evangelisch-Lutherische Kirche Ehringen-Wallerstein
- Maria-Hilf-Kapelle Wallerstein
- Katholische Kirche St. Anna Wallerstein

## Wirtschaft und Infrastruktur

### Wirtschaft
Es gab 2016 nach der amtlichen Statistik im Bereich der Land- und Forstwirtschaft keine, im produzierenden Gewerbe 484 und im Bereich Handel, Verkehr und Gastgewerbe 112 sozialversicherungspflichtig Beschäftigte am Arbeitsort. In sonstigen Wirtschaftsbereichen waren am Arbeitsort 188 Personen sozialversicherungspflichtig beschäftigt. Sozialversicherungspflichtig Beschäftigte am Wohnort gab es insgesamt 1379. Im verarbeitenden Gewerbe gab es drei, im Bauhauptgewerbe vier Betriebe. Im Jahr 2010 bestanden zudem 61 landwirtschaftliche Betriebe mit einer landwirtschaftlich genutzten Fläche von insgesamt 2148 ha, davon waren 2013 ha Ackerfläche.

### Verkehr
Der Haltepunkt Wallerstein liegt an der Bahnstrecke Nördlingen–Dombühl. Hier finden saisonal im Sommer Sonderfahrten des Bayerischen Eisenbahnmuseums statt. Des Weiteren führt die Bundesstraße B25 an Wallerstein vorbei.

### Bildung
Im Jahr 2015 gab es folgende Einrichtungen:
- 1 Kindertageseinrichtung mit 128 Plätzen mit 127 Kindern vom Krippen- bis zum Schulalter
- 2 Volksschulen mit insgesamt 17 Lehrern und 236 Schülern in 13 Klassen
- Realschule: Maria-Ward-Realschule mit 12 Lehrern und 181 Schülern in 6 Klassen
- Antonio-Rosetti-Musikschule

## Persönlichkeiten

### Söhne und Töchter der Stadt

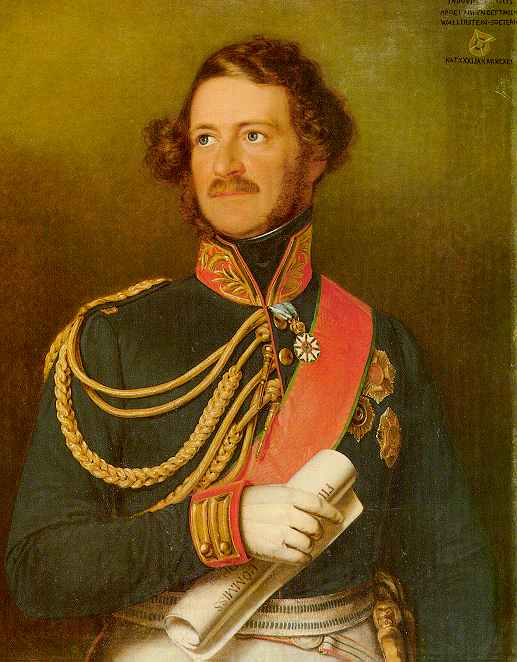
Ludwig Fürst zu Oettingen-Wallerstein

- Jomtow Lipmann Heller (1579–1654), Talmudist
- Wolfgang IV. Graf zu Oettingen-Wallerstein (1626–1708), Reichshofratspräsident und Diplomat
- Georg Strobel (1735–1792), Porträtmaler
- Bernhard Albrecht Moll (1743–1788), wissenschaftlicher Illustrator und Botaniker, Bruder von William Berczy
- William Berczy (1744–1813), Maler, Kolonist und Architekt, Mitbegründer Torontos
Einer der größten Söhne des Rieses ist der in Wallerstein geborene Johann Albrecht Ulrich Moll. Er erlangte unter seinem Namen William Berczy großen Ruf als Maler, Architekt, Städteplaner und Straßenbauer. Er führte 220 deutsche Siedler von Altona über die USA nach Kanada, gründete die Stadt Markham und gilt als Mitbegründer Torontos.
- Joseph von Sartori (1749–1812), Publizist und Verwaltungsjurist, Hofrat in Wallerstein
- Joseph Beer (1770–1819), Klarinettist
- Ernst Franz Ludwig Marschall von Bieberstein (1770–1834), Staatsminister im Herzogtum Nassau
- Ignaz von Jaumann (1778–1862), Domdekan zu Rottenburg und Altertumsforscher
- Josef Wintergerst (1783–1867), Maler
- Johannes Volkenau (* 23. Oktober 1786; † 1. Oktober 1854), Doktor der Medizin. 1810 Studium der Chirurgie an der Universität Würzburg, 1811–1812 (oder 1813) Studium und 1814 Dr. med. an der Universität Dorpat. Ab Herbst 1810 im russischen Dienst als Arzt, später Divisionsstabschirurg bei Moskau und Operateur im Militärhospital in Riga, danach Arzt beim Ingenieur-Departement, ab 1836 bei der Haupt-Ingenieurschule in St. Petersburg, zuletzt Arzt im Palais des Zaren NIKOLAJ I. (1796–1855). Inhaber hoher russischer Ehrentitel und Auszeichnungen: 1825 Hofrat, 1835 Staatsrat, Wirklicher Russischer Staatsrat, 1841 Adelsdiplom, Ritter des St.-Wladimir-Ordens 4. Klasse und des St.-Annen-Ordens 3. Klasse.
- Ludwig Fürst zu Oettingen-Wallerstein (1791–1870), bayerischer Staatsmann und Fürst
- Maria Barbara Wintergerst (1791–1861), Porträt-, Genre- und Miniaturmalerin
- Josef Franz von Weckert (1822–1889), Bischof zu Passau
- Georg Gentner (1877–1940), Saatgutforscher
- Gerhard Merkl (1961–2016), Domkapellmeister am Dom St. Stephan in Passau

### Weitere mit Wallerstein verbundene Personen
- Johann Georg Hitzelberger (1714–1792), deutscher Baumeister, von 1769 bis zu seinem Tod war er Hofbaumeister in Wallerstein.
- Ignaz von Beecke (1733–1803), Komponist und Pianist, wirkte von 1759 bis zu seinem Tod in Wallerstein.
- Antonio Rosetti (1750–1792), Komponist, Kontrabassist und Kapellmeister in der Wallersteiner Hofkapelle sowie Namensgeber der 1978 gegründeten örtlichen Musikschule
- Joseph Reicha (1752–1795), Komponist und Cellist, lebte bis 1785 in Wallerstein.
- Joseph Maria Helmschrott (1759–1836), Benediktiner, Bibliothekar und Gymnasiallehrer, war Pfarrer in Munzingen
- Anton Reicha (1770–1836), Komponist und Musikpädagoge, lebte von 1781 bis 1785 in Wallerstein.
- Johannes Herrle (1778–1860), Forst- und Jagdwissenschaftler, war bei der Hofjägerei tätig
- Hans Hermann Adler (1891–1956), Zeitungswissenschaftler und Professor an der Universität Heidelberg, lebte die letzten Jahre seines Lebens in Wallerstein und ist dort verstorben.